# Seemannskirchen
Seemannskirchen ist ein Gemeindeteil der Gemeinde Mamming im niederbayerischen Landkreis Dingolfing-Landau.

## Lage
Seemannskirchen liegt etwa drei Kilometer südwestlich von Mamming am Rande des Isar-Inn-Hügellandes hoch über dem Isartal.

## Geschichte
Der Ort hieß im 12. Jahrhundert Ellenbrechteskirchen und war eine Burg der Herren von Zulling-Ellenbrechtskirchen. Später wandelte sich der Name in Emerskirchen und zuletzt in Seemannskirchen. Diese war eine kleine, nicht geschlossene Hofmark.
Nach den Zullingern werden als Besitzer genannt: 1379 Chuntz der Lewprechtinger, Pfleger von Emerskirchen, danach folgt Hans der Degenberger zum Weißenstein, der am 27. Dezember 1379 die Hofmark an seinen Vetter, Friedrich Gewolf Degenberger zu Emereinskirchen verkauft. Ihm folgt bis zum 12. Mai 1406 Wigeleis Degenberger. Er verkauft die Veste an Heinrich von Puchberg zu Neupuchberg, Wildenstein und Schöllnstein. Dieser war bischöflich-passauischer Hofmarschall und Rat sowie 1398 Pfleger zu Fürsteneck, ab 1403 Pfleger auf Oberhaus und 1423 auf Obernberg. Er verkauft am 23. November 1412 die Hofmark an Hanns der Weygel von Stolzeneck, und dieser verkauft den Besitz bereits am 25. Februar an Etzel Graf von Ortenburg. Die Güter der Grafen wurden ab 1525 unter staatliche Zwangsverwaltung durch den Pfleger von Dingolfing gestellt. Bis 1637 blieben diese aber im Besitz der Hofmark; der Letzte, Georg Reinhard Graf von Ortenburg, verkauft dann den Besitz an das Kloster Aldersbach. Das Kloster blieb bis zur Säkularisation Grundherr von Seemannskirchen.
Bei der Gemeindebildung wurde Seemannskirchen Teil der Gemeinde Mamming im Landgericht Dingolfing. Seemannskirchen bestand 1925 nur aus zwei Höfen. 1961 und 1987 hatte es jeweils neun Einwohner, am 2. Januar 2015  waren es 19 Einwohner.

## Sehenswürdigkeiten
- Filialkirche St. Laurentius. Der kleine, spätromanische Bau stammt vermutlich aus dem 13. Jahrhundert und steht auf einem Burgstall. Der Chorbogen und die Fenster wurden 1734 barock verändert. Das Innere enthält eine Statue des hl. Laurentius um 1480 und eine Immaculata aus dem 18. Jahrhundert. An der Nordwand ist ein barockes Kreuz, darunter eine Pieta um 1500. Bei der Renovierung in den Jahren 1997 bis 1999 wurde auch der Hochaltar in der Kirche wieder aufgestellt.